# Lidská kůže

Řez lidskou kůží: 1. rohovitá vrstva (keratin); 2. germinativní vrstva; 3. mazová žláza; 4. kořen vlasu, cibulka; 5. potní žláza; 6. cévy; 7. tuková buňka; 8. potní pór; 9. sval vzpřimovač vlasu. Čidla: 10. bolesti; 11. doteku; 12. tlaku. Vrstvy: 13. pokožka (epidermis); 14. škára (dermis); 15. podkožní tkáň (hypodermis)

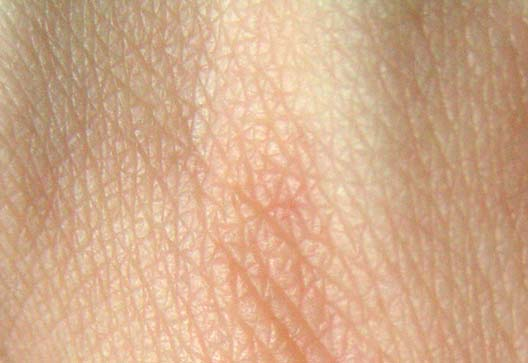
Detail lidské kůže

Lidská kůže (latinsky cutis, řecky derma) stejně jako kůže jiných obratlovců je orgán, který pokrývá tělo, odděluje vnitřní prostředí organismu od vnějšího prostředí. Tím je chrání před horkem a chladem, před mechanickým poškozením, infekcí a dalšími nepříznivými vlivy. Plocha kůže u dospělého člověka dosahuje 1,6 až 1,8 m², což z ní dělá největší orgán lidského těla. Hmotnost kůže představuje 7 % celkové tělesné hmotnosti. Na lidskou hlavu a krk u běžného zdravého člověka připadá přibližně 11 % kůže, na trup 30 %, na horní končetiny 23 % a na dolní končetiny asi 36 % celého povrchu kůže. Tloušťka lidské kůže se mění od 0,4 do 4 mm (záda); nejtenčí je kůže na očních víčkách, uchu, penisu a také na vlasové části hlavy.

## Funkce
Lidská kůže plní řadu rozmanitých funkcí, mezi něž patří:
- ochranná funkce: je bariérou mezi vnějším a vnitřním prostředím. Kůže chrání tělo proti vnikání škodlivých látek, mikroorganismů a před UV zářením.
- smyslové funkce: v kůži je uložena řada receptorů (nervových zakončení), které reagují na teplo a chlad (termoreceptory), tlak nebo bolest (nociceptory).
- termoregulace: kůže pomáhá udržovat stálou teplotu těla, a to pomocí kožních cév a potních žláz. V teplém prostředí se cévy rozšiřují, dochází ke zvětšení průtoku krve, a tím k urychlení výdeje tepla. Mnoho tělesného tepla se totiž spotřebuje k odpaření potu. Na druhé straně kůže zabraňuje nechtěnému odpařování tekutin z těla.
- skladovací funkce: v podkožním vazivu se skladuje tuk. Ten má kromě funkce zásobní i funkci mechanickou a izolační. Jsou zde uskladněny i vitaminy rozpustné v tucích.
- vylučovací funkce: kůže je vedle ledvin dalším důležitým orgánem pro vylučování chemických látek z těla. To je zajišťováno mazovými a potními žlázami, jejichž sekrety (pot a maz) přispívají k ochraně kůže. Pot svou kyselou reakcí omezuje růst mikroorganismů. Má proto slabé dezinfekční účinky. Vylučování potu je zároveň velmi důležitý prostředek termoregulace organismu.
- resorpční funkce: přes kůži je možné do těla vpravit jen látky rozpuštěné v tukových rozpouštědlech nebo v tucích, které lze do kůže vtírat (např. různé léky v podobě mastí). Přes kůži je také možné absorbovat dýchací plyny. Zdravá kůže je schopna absorbovat jen malé množství látek. Poškozená kůže má však velké resorpční schopnosti, což může vést k rozvoji infekcí způsobených mikroorganismy. Přes pokožku lze také vstřebávat léky obsažené v transdermálních náplastech.
- estetická funkce a komunikace: např. červenání; je možné uhodnout psychické rozpoložení jedince.

## Vrstvy

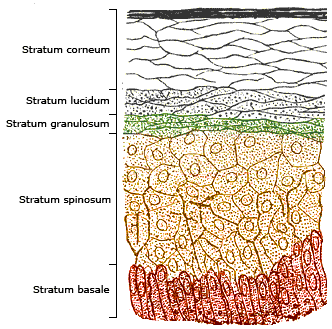
Vrstvy pokožky

Kůže člověka se skládá ze dvou základních částí, pokožky, škáry. S podkladem je spojena podkožním vazivem.

### Pokožka
Pokožka (epidermis) je tvořena mnoha vrstvami buněk dlaždicového epitelu. Horní vrstvy kůže neustále rohovatí, odumírají a odlupují se. Je to způsobeno tím, že buňky v horních vrstvách pokožky se postupně více a více vzdalují od zdroje krve a živin, takže pozvolna degenerují, naplňují se keratinem (rohovinou) a odumírají. Veškerá pokožka se obmění asi za tři týdny. Za celý život se z člověka oloupe asi 18–22 kg mrtvých buněk kůže. Buňky ve spodních vrstvách kůže se neustále dělí a vytlačují starší buňky k povrchu. Součástí spodních vrstev pokožky je mj. pigmentové barvivo melanin, které chrání tělo před škodlivými účinky UV-záření. Pokožka neobsahuje žádné kapiláry (vlásečnice) a většinu živin získává ze škáry.

### Škára
Druhou vrstvou kůže je škára (dermis, corium, cutis), pevná a pružná vazivová vrstva kůže. Je tvořena sítí kolagenových a elastických vláken. Na hranici pokožky a škáry se nacházejí škárové papily, ve kterých jsou kapilární sítě a nervová zakončení. Za účelem dosažení větší plochy, kterou do pokožky pronikají živiny, jsou papily silně zvlněné. Právě jedinečné zvlnění papil je důvodem k odebírání otisků prstů, které zkoumá daktyloskopie.
Ve škáře je množství nervových zakončení. Nervová tělíska:
- Meissnerova tělíska (hmatová) – čidla dotyku
- Krauseova tělíska – receptory chladu
- Ruffiniho tělíska – receptory tepla

Škára obsahuje vlasové folikuly, potní žlázy, mazové žlázy a krevní cévy.
Ztráta pružnosti škáry je přirozeným projevem stárnutí – kůže se uvolňuje a skládá do záhybů a vrásek.

## Podkožní vazivo
Podkožní vazivo (hypodermis, tela subcutanea) spojuje kůži s podkladem. V různých místech obsahuje více či méně tukových buněk, které slouží jako zásobárna energie a jsou v nich rozpuštěny vitamíny A, D, E a K. Funkcí podkožního vaziva je izolovat a chránit svaly. Tato vrstva obsahuje Vater-Paciniho tělíska, což jsou receptory tlaku a tahu. Podkožní tuková vrstva určuje tvar a hmotnost celého těla. U žen bývá vrstva podkožního vaziva silnější.

## Kožní deriváty
Mezi kožní deriváty (přídatné kožní orgány) patří vlasy, chlupy, kožní žlázy nebo nehty.
- Vlasy a chlupy: Vyrůstají z vlasových (chlupových) váčků. Ve váčku je vlasová cibulka, ze které vlas vyrůstá. Vlas (chlup) se skládá z dřeně, kůry a kutikuly. Každý vlas je spojen s malým svalem, který reaguje stahem na chlad nebo psychické podráždění a vztyčí volnou část vlasu („husí kůže“).
- Nehty
- Potní žlázy: Rozesety téměř po celé kůži, ale nerovnoměrně rozloženy – nejvíce je jich v podpaží, na čele, na dlaních a ploskách nohou. Pot obsahuje 98,5 % až 99 % vody, 0,6 % NaCl a rozpuštěné organické látky (močovinu, mastné kyseliny, aminokyseliny aj.) Tvoří se z tkáňového moku. Množství vyloučeného potu závisí na teplotě prostředí a na tělesné námaze. Kolísá od 0,5 l do 10 l a více za 24 hod.
- Mazové žlázy: Nacházejí se všude, kde se nacházejí vlasy a chlupy. Nevyskytují se na dlaních a ploskách nohou. Výměšek mazových žláz – kožní maz – dělá pokožku vláčnou a hebkou a chrání ji. Chrání také vlasy a chlupy před vysycháním a lámáním.
- Apokrinní žlázy: Apokrinní (sexuální, pachové) žlázy začínají pracovat až v pubertě. Vyskytují se pouze v některých lokalitách; tvoří skupiny v určité lokalitě, zpravidla vázané na terciární chlupy této lokality: v podpaží, na stydkém pahorku, velkých stydkých pyscích a v okolí konečníku (v kůži pod rozhraním sliznice a kůže análního kanálu); další forma těchto žláz se nachází v okrajích očních víček (Mollovy žlázy), v zevním zvukovodu a předsíni dutiny nosní. Produkují specificky zapáchající výměšky.
- Mléčná žláza: Největší kožní žláza v těle. Je založena u obou pohlaví (embryonálně), u dívek se v pubertě vyvíjí pod vlivem ženských pohlavních hormonů. Mléčná žláza je tvořena 15 až 20 paprsčitě uspořádanými žlázovými laloky, obklopenými tukovým vazivem. Z lalůčků vycházejí úzké mlékovody. Ty se sbíhají a vyúsťují na prsní bradavce.

## Barva
Barvu lidské kůže určují kožní barviva – melanin, karoten a hemoglobin. Melanin se tvoří ve specializovaných buňkách, melanocytech. U lidí s tmavou barvou kůže vytvářejí melanocyty více melaninu, který je tmavší než u lidí se světlou barvou kůže. Karoten, který získáváme např. z mrkve, je oranžové barvivo a ukládá se v povrchové vrstvě zvané epidermis. Hemoglobin je v kožních cévách, dodává růžový nádech.

## Choroby
Choroby lidské kůže mohou být:
- Akné: Ucpání vývodů mazových žláz mazem z infikovaných mazových žláz způsobuje zánětlivé vřídky na povrchu kůže.
- Albinismus: Dědičná vada, postižený má nedostatek barviva melaninu, který dává barvu kůži a vlasům.
- Bradavice: Bradavice je nezhoubný výrůstek na kůži nebo na sliznici.
- Dermatitida: Zánět kůže způsobený alergií nebo jinou příčinou.
- Ekzém: Zánět kůže provázený svěděním a puchýři. Může být alergický nebo dědičný.
- Kopřivka: Často je způsobená alergií na potraviny, po jejichž požití se na kůží objeví svědící zanícené skvrny.
- Lupénka: Nemoc, při které se kůže zanítí a pokryje stříbrnými šupinkami. Potíže způsobuje lupénka velkého rozsahu.
- Mateřské znaménko: Pigmentová skvrna na kůži, přítomná od narození. Velikost kolísá od drobných znamének po velké skvrny barvy „portského vína“.
- Přehřátí: Svědící kůže s drobnými červenými skvrnami - spojeno s velkým pocením, způsobeným horkem.
- Rakovina kůže (melanom)
- Spálení sluncem: Kožní zánět způsobený nadměrně dlouhým pobytem na slunci. Opakované nadměrně dlouhé slunění zvyšuje riziko rakoviny kůže.
- Vitiligo: Porucha (častější u lidí tmavé pleti), při které okrsky kůže ztratí svou barvu.